# Richardia lomensis
Richardia lomensis är en måreväxtart som först beskrevs av Kurt Krause, och fick sitt nu gällande namn av Paul Carpenter Standley. Richardia lomensis ingår i släktet Richardia och familjen måreväxter. Inga underarter finns listade i Catalogue of Life.